# Morituri (película)
Morituri (también conocida como El saboteador y Código Nombre Morituri) es una película estadounidense de 1965 dirigida por Bernhard Wicki. La película, basada en la novela Morituri (publicada en 1958) del escritor alemán Werner Jörg Lüddecke, cuenta con la actuación de Marlon Brando y de Janet Margolin.

## Sinopsis
La película es un drama ambientado en la Segunda Guerra Mundial: A bordo de un barco de carga alemán, se encuentra un joven pacifista alemán (Marlon Brando) que trabaja para el Servicio Secreto Británico. Su misión consiste en sabotear el barco y entregar su valioso cargamento de caucho a los aliados. Por su parte, el capitán del barco (Yul Brynner) es un hombre amargado por los horrores de la guerra, pero no tiene más remedio que cumplir con sus obligaciones.

## Reparto
- Marlon Brando: Robert Crain.
- Yul Brynner: Capitán Mueller.
- Janet Margolin: Esther.
- Trevor Howard: el coronel Statter.
- Martin Benrath: Kruse.
- Hans Christian Blech: Donkeyman.
- Wally Cox: el Dr. Ambach
- Max Haufler: Branner.
- Rainer Penkert: Milkereit.
- William Redfield: Baldwin.
- Oscar Beregi Jr.: el almirante (acreditado como Oscar Beregi).
- Martin Brandt: Nissen.
- Charles De Vries: Kurz.
- Carl Esmond: Busch.
- Martin Kosleck: Wilke.

## Recepción
A la película no le fue bien en su estreno original; probablemente la principal razón fue que muy pocas personas conocían el significado de su nombre. Otro de los factores que contribuyeron a su fracaso en taquillas fue el tono triste y paupérrimo de la misma. La película fue un total desastre financiero.
En un intento por hacerla más comercial se la reestrenó bajo el nombre de El saboteador y Código Morituri, sin que eso pareciera dar ningún resultado. La cinta debe su título a la frase latina Ave, Caesar, morituri te salutant, que fue citada por Suetonio, en las Vidas de los doce césares.

### Premios y candidaturas
La película fue candidata a los Premios Óscar de 1966 en dos categorías: Mejor fotografía en blanco y negro y Mejor diseño de vestuario en blanco y negro.